# William B. Ide
William Brown Ide (28 mars 1796 - 20 décembre 1852) était un pionnier et un militaire californien, qui fut le chef de la révolte du drapeau de l'ours avant de devenir le Commandeur de la brève république de Californie de juin à juillet 1846. 
Américain d'origine, il s'installe en Californie et vécut à Red Bluff. Il fait fortune en tant que fermier et profite de la ruée vers l'or pour réussir dans la prospection. Ancien soldat, il profite de la guerre américano-mexicaine pour exiger la fin du gouvernement régional de Haute-Californie. Avec ses partisans, il prend d'assaut la ville de Sonoma le 14 juin 1846 et y proclame l'indépendance de la Californie en tant que République. 
Après l'occupation américaine, il reste à Red Bluff où il meurt en 1852 de la variole. 
Il fut le seul chef d'État de l'histoire de la Californie.

## Biographie
William Ide est né à Rutland, dans le Massachusetts, en 1796, fils de Lemuel Ide, membre de la législature de la république du Vermont. Jeune, il est charpentier de métier. 
En 1820, il a épousé Susan Haskell Grout (1799-1850) et vécurent d'abord dans le Massachusetts avant de s'installer vers l'Ouest au Kentucky, puis dans l'Ohio, l'Illinois et enfin en Californie. 
Ide travailla à Red Bluff, où il compléta ses revenus en enseignant à l'école. 
Membre de l'Église mormone, il avait soutenu la candidature de Joseph Smith avant son départ pour la Californie,,. 
Ide et sa famille furent les premiers mormons connus à entrer en Californie, et plus-tard le premier chef d'État mormon. En 1845, Ide vendit sa ferme sur les conseils de l'homme de montagne, Caleb Greenwood, et participa avec un groupe de colons à la vie politique et publique de Haute-Californie, où le gouvernement était disputé entre Pio Pico et José Castro. 
Ide s'installa ensuite vers le Nord pour travailler pour Peter Lassen à Rancho Bosquejo. En 1846, après avoir appris que le gouvernement mexicain menaçait d'expulser tous les colons qui n'étaient pas citoyens mexicains, et que le gouvernement régional aller être dissout, une trentaine de colons menèrent ce qui allait devenir la révolte du drapeau à l'ours. 
Devant le manque de résultats du côté mexicain et américain, les partisans de Ide appelèrent à l'insurrection contre le gouvernement régional. Ces hommes ont ensuite décidé de s'emparer de Sonoma pour empêcher les régionalistes de rassembler leurs troupes vers San Francisco.
Avec plusieurs armes et du matériel militaire stockés près de Sonoma, le groupe d'insurgés, présidé par Ide, obtient des négociations avec le gouverneur en chef Mariano Guadalupe Vallejo, successeur de Pio Pico,.
Le gouverneur accepte l'organisation d'un vote populaire au sujet du maintien ou non du gouvernement régional de Haute-Californie.
Mais cette promesse ne retient pas les indépendantistes qui, le 14 juin 1846, prennent la ville de Sonoma, mettent fin au gouvernement régional, et proclament la République. 

## Commandeur de la République
Les partisans de Ide mettent en place le nouveau gouvernement et organisent des élections qui confirme Ide dans ses fonctions de commandeur de la république. Le gouverneur en chef, Mariano Guadalupe Vallejo, a été contraint de déposer les armes et de reconnaître le nouveau régime républicain.
Le gouvernement mexicain, refusant de reconnaître l'indépendance, envoya des troupes qui se rallièrent sous la bannière de l'ancien gouverneur en chef, José Castro, qui réclame la gouvernance et la Restauration du gouvernement régional semi-autonome.
En pleine guerre américano-mexicaine, le régime est contraint de choisir son camp. Déjà en guerre contre l'armée de Castro, allié aux mexicains, le président Ide choisit de soutenir le capitaine de l'U.S. Army, John Charles Frémont, qui fait la guerre aux mexicains.
Mais certains membres du gouvernement républicain refusent de s'allier aux américains et une crise gouvernementale éclate au sein de l'administration présidentielle. Le président américain, James K. Polk, écrit au commandeur Ide et demande à faire participer la république de Californie aux futures négociations après la fin de la guerre. Mais, plusieurs membres du gouvernement ayant pris part à l'opposition anti-américaine, Ide est contraint de renoncer aux négociations et met fin à l'entente avec les États-Unis.
Le gouvernement américain autorise alors les armées de Zachary Taylor et de Winfield Scott, qui ont vaincu les Mexicains, à franchir les frontières de la Californie.
Avec une armée réduite et divisée, la République est rapidement défaite et contrainte de négocier lors du traité de Guadalupe Hidalgo. 
Après cela, la Californie est occupée et annexée. 